# Oberea jordani
Oberea jordani är en skalbaggsart som beskrevs av Aurivillius 1923. Oberea jordani ingår i släktet Oberea och familjen långhorningar.
Artens utbredningsområde är:
- Benin.
- Gabon.
- Senegal.
- Sierra Leone.

Inga underarter finns listade i Catalogue of Life.